# آلیپیو
آلیپیو (به پرتغالی: Alípio Duarte Brandão) هافبک اهل برزیل است که در شهر برازیلیا و در تاریخ ۷ ژوئن ۱۹۹۲ به دنیا آمده‌است.

## باشگاهی
آلیپیو در باشگاه‌های رئال مادرید سی، ریو آره، باشگاه فوتبال رئال مادرید، بنفیکا، باشگاه فوتبال رئال مادرید کاستیا، باشگاه فوتبال الشارجه و باشگاه فوتبال اومانیا سابقهٔ حضور دارد.